# Prislopský průsmyk
Prislopský průsmyk (rumunsky Pasul Prislop, maďarsky Borsai-hágó) je průsmyk nacházející se nedaleko města Borșa v Rumunsku. Je dlouhý 50 km a tvoří hranici mezi župami Maramureš a Sučava. Se 1416 metry nad mořem je nejvyšším průsmykem Východních Karpat.
Průsmyk odděluje povodí řek Vișeu a Bistrița a Maramurešské pohoří od Rodny. V blízkosti se nachází hora Stiol (1611 m n. m.). Prislopský průsmyk je obklopen jehličnatými lesy a v letním období je populárním turistickým cílem pro daleké výhledy do okolního kraje. Přes průsmyk vede státní silnice DN18, maximální stoupání dosahuje 6,6 %.
Strategický význam průsmyku připomíná vojenský hřbitov i pomník na počest odražení tatarského nájezdu v roce 1717. Za první světové války nechala rakousko-uherská armáda postavit přes průsmyk železnici spojující Bukovinu se zbytkem mocnářství, která byla ve třicátých letech rozebrána a přenesena do Vișeu de Sus. V roce 1999 byl vybudován pravoslavný klášter zasvěcený Proměnění Páně a Nejsvětější Trojici. Každoročně v srpnu se zde koná folklórní festival Hora de la Prislop.